# Schorl

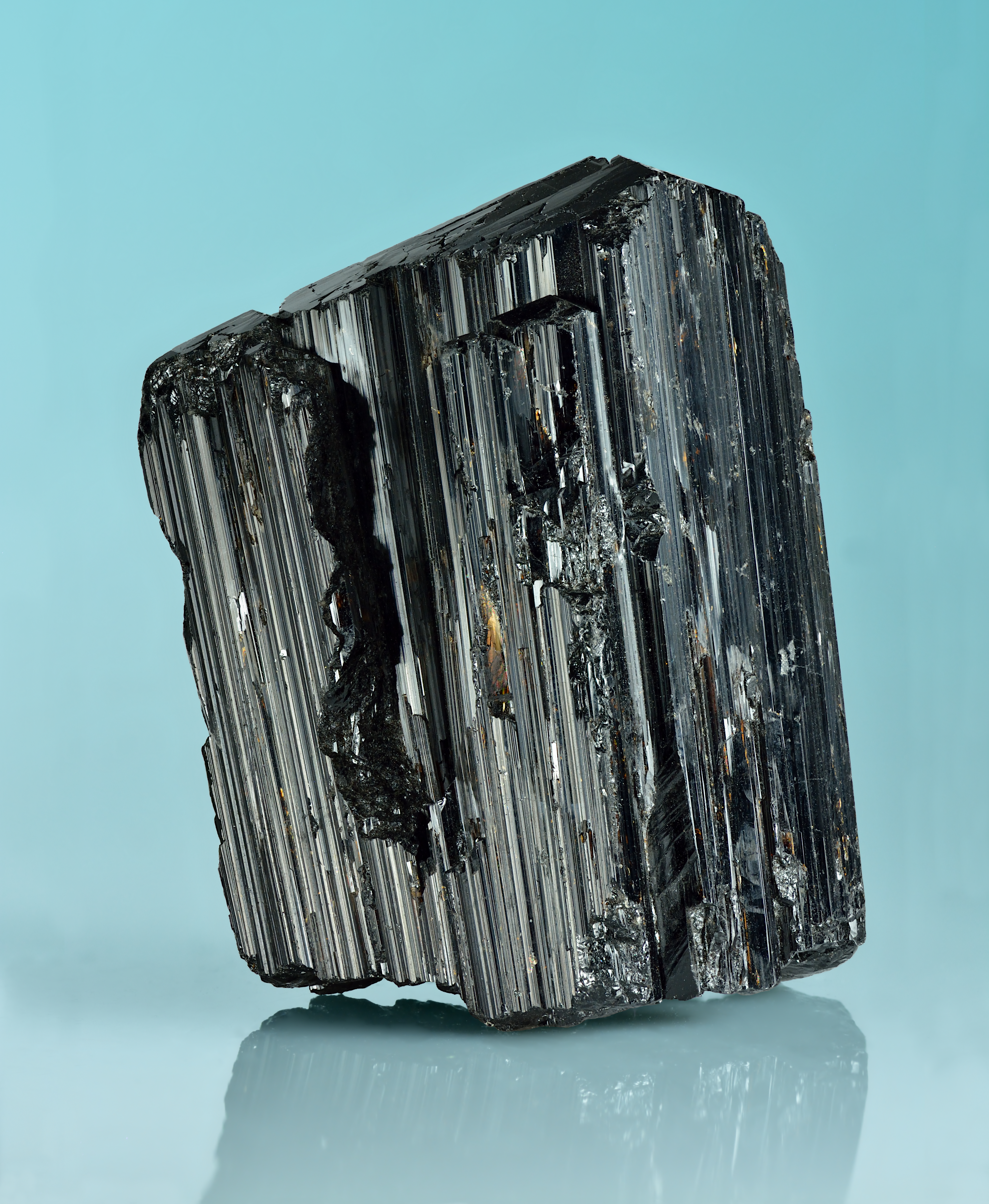
Schorl

Het mineraal schorl is een zwart, groenzwart of blauwzwart cyclosilicaat met de chemische formule NaFe3+3Al6(BO3)3Si6O18(OH)4. Het behoort tot de groep der toermalijnen. Schorl bevat ijzer en is opaak (volkomen ondoorzichtig).

## Voorkomen
Schorl komt veel voor en is het meest verbreide mineraal uit de toermalijngroep. Het wordt onder andere gevonden in Duitsland, Noorwegen, Zweden, de Alpen, Brazilië en de VS.

## Industriële toepassing
Het mineraal wordt onder andere toegepast in de elektrotechniek vanwege de piëzo-elektrische werking.